# Lindholm (Smålandsfarvandet)
Lindholm ist eine dänische Insel im Smålandsfarvandet nördlich der Insel Lolland unweit der Insel Askø.

## Daten
Die Insel ist 9,7 ha groß und hat 0 Einwohner (Stand: 1. Januar 2025) und gehört zur Kirchspielsgemeinde (dän.: Sogn) Stokkemarke Sogn, die bis 1970 zur Harde Lollands Sønder Herred im Maribo Amt gehörte, ab 1970 zur Maribo Kommune im damaligen Storstrøms Amt und seit der Kommunalreform zum 1. Januar 2007 zur Lolland Kommune in der Region Sjælland. Auf der Insel befindet sich ein Richtfeuer für die Navigation durch das betonnte Fahrwasser zum Sakskøbing Fjord.